# 最西端観光

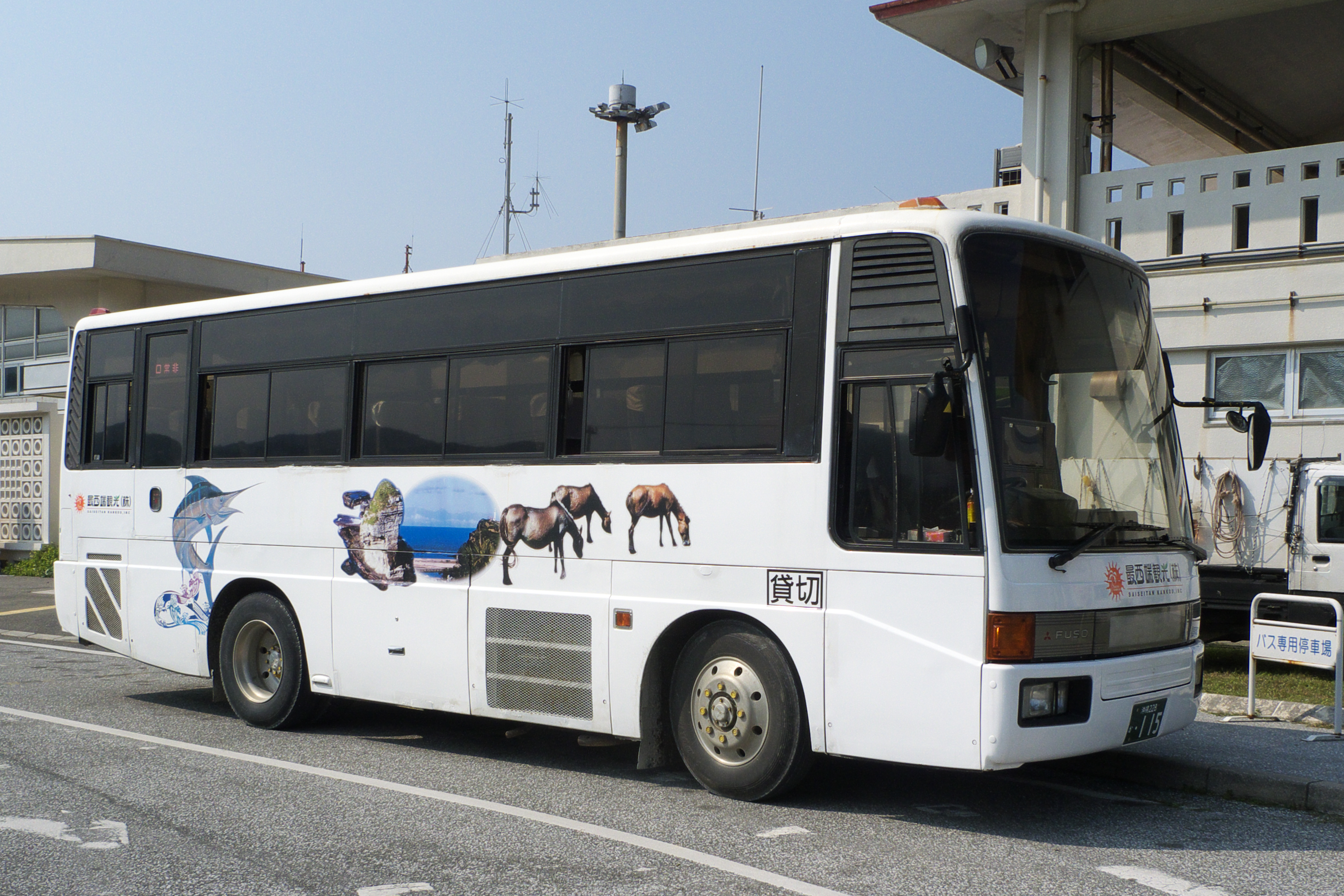
与那国空港に停車中の最西端観光のバス

最西端観光株式会社（さいせいたんかんこう）は、沖縄県八重山郡与那国町与那国に本社を置くバス・タクシー・レンタカー事業者である。また、与那国町の委託を受けて、与那国生活路線バスを運行している。

## 与那国生活路線バス
与那国町からの委託を受け、与那国島内の集落を結ぶ路線バス「与那国生活路線バス」を運行している。かつてはヨナグニ交通が島内で路線バスを運行していたが、2007年に同社が撤退したため、与那国町が運行を引き継ぎ、2008年より最西端観光がその運行を担当している。最西端観光自体としてのバス事業は、貸切（一般貸切旅客自動車運送事業）専業であるが、この路線バスは運賃無料で、そのため道路運送法による一般乗合旅客自動車運送事業（乗合バス）に基づかない運行となっているため、運行が可能となっているものである。
放牧されている与那国馬が道を塞ぐことがあるため、日によっては10分程度の遅れが生じる。
2019年4月現在、祖納を起点に久部良・比川を経由する便など1日9便を運行する。停留所以外での乗降はできない。最終便は22時台まで運行されている。
- 比川まわり（時計回り）
  - 与那国小前 - 祖納 - 比川 - 駐屯地 - 久部良 - 久部良小 - 空港 - 祖納 - 空港（第1便）
  - 空港 - 祖納 - 比川 - 久部良 - 空港 - 祖納 - 空港（第2便/第3便）
  - 空港 - 祖納 - 比川 - 久部良 - 空港 - 祖納（第4便）
  - 祖納 - 比川 - 久部良 - 久部良小 - 祖納（第5便）
  - 空港 - 祖納 - 比川 - 駐屯地 - 久部良 - 祖納 - 与那国小前（第7便）
- 久部良まわり（反時計回り）
  - 祖納 - 久部良 - 駐屯地 - 比川 - 祖納 - 空港（第6便）
  - 祖納 - 久部良 - 駐屯地 - 比川 - 祖納（第8便/第9便）